# Домівка

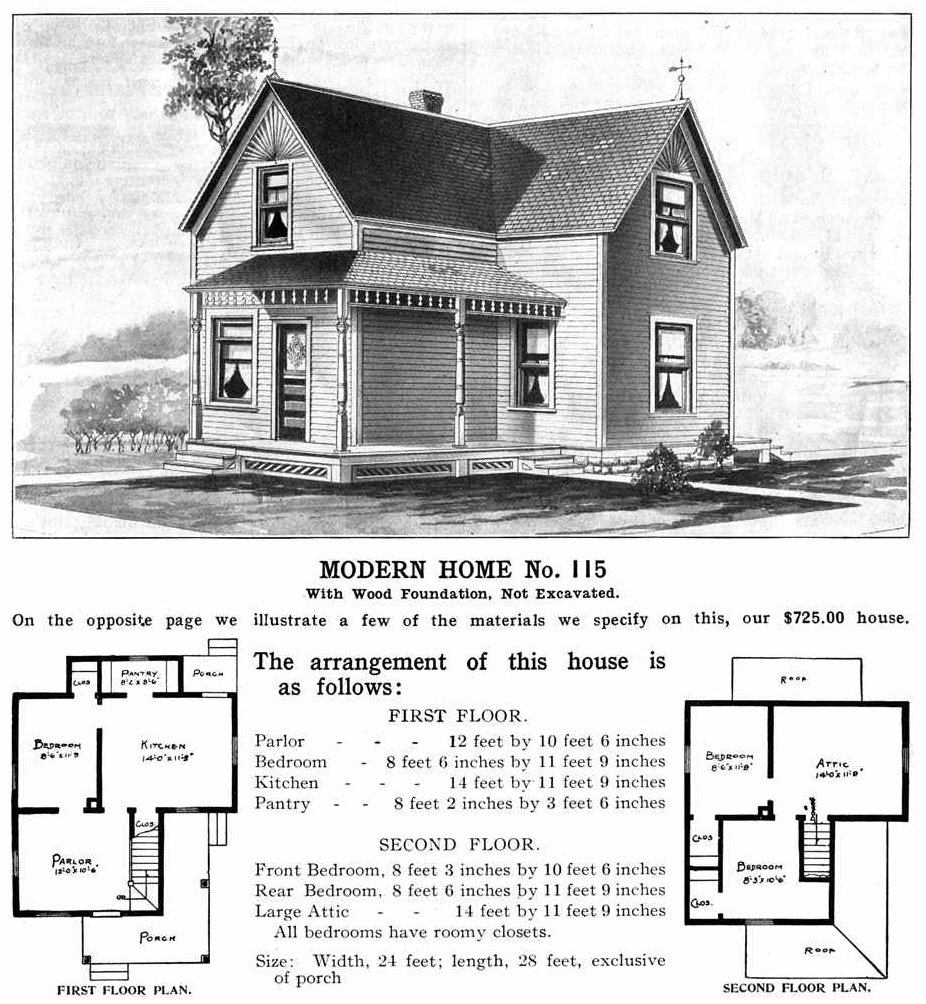
Плани окремого будинку, що показують соціальні функції кожної кімнати

Домі́вка, госпо́да або місце проживання — це простір, який використовується як постійне або напівпостійне місце проживання для однієї людини чи багатьох людей, а іноді й для різних хатніх тварин. Являє собою повністю або напівзахищений простір, для створення якого можуть бути важливими як внутрішні, так і зовнішні елементи. Домівка забезпечує захищений простір, наприклад кімнати, де можна виконувати домашню діяльність — спати, готувати та приймати їжу, виконувати гігієнічні процедури, а також працювати та проводити дозвілля, типовими прикладами є віддалена робота, навчання та ігри.
Фізичні форми домівки можуть бути статичними, як-от будинок чи квартира, мобільними, як-от плавучий будинок, трейлер чи юрта, або цифровими, як-от віртуальний простір. Поняття «домівка» можна розглядати в різних масштабах; від малого масштабу, що демонструє найінтимніші простори індивідуального житла та безпосередньо навколишньої території, до великого масштабу географічного регіону, такого як містечко, село, місто, країна чи планета.
Розробка теорій та дослідження концепції «домівки» проводиться в рамках різних дисциплінах — від ідеї дому, інтер'єру, психіки, граничного простору, оспорюваного простору, до гендеру та політики. Домівка як концепція виходить за межі проживання, оскільки сучасний спосіб життя та технологічний прогрес змінюють спосіб життя та роботи населення планети[джерело?]. Концепція та досвід «домівки» охоплюють такі речі, як вигнання, туга, приналежність, ностальгія за домом і безпритульність.

## Історія

### Доісторична епоха

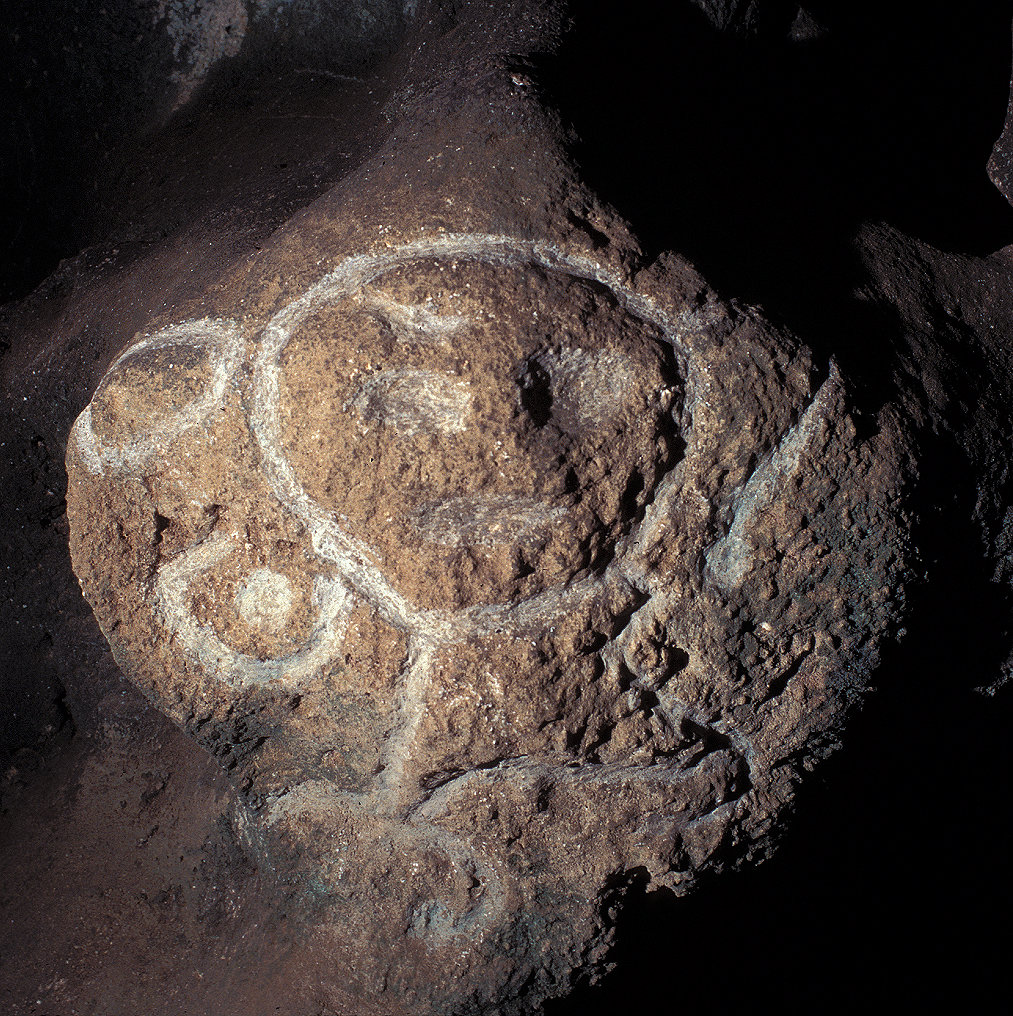
Петрогліфи Таїно в печері в Пуерто-Ріко

Найдавніші будинки, які населяли люди, ймовірно, були природними об'єктами, такими як печери. Найдавніші скам'янілості людини, знайдені в печерах, походять із серії печер поблизу Крюгерсдорпа та Мокопане в Південній Африці. У печерах Стеркфонтейн, Сварткранс, Кромдраай B, Дрімолен, Малапа, Купер D, Гледісвейл, Гондолін і Макапансгат виявлено низку ранніх видів людини, що датуються від трьох до одного мільйона років тому, включаючи австралопітека африканського, австралопітека седіба та парантроп робустус. Однак вважається, що ці ранні люди жили не в печерах, а що їх рештки були занесені в печери хижаками, які їх вбили[джерело?].
Вважалося, що найдавніший гомінід, знайдений в Африці у 1924 році, дитина Таунг, також походить із печери, в яку його затяг орел після нападу. Проте зараз цей факт викликає сумнів. Печери дійсно утворювались в доломітах плато Гаап, включаючи район печери Вондерверк раннього, середнього та пізнього кам'яного віку; однак печери вздовж краю уступу, подібні до тієї, де імовірно було знайдено дитину Таунг, утворюються всередині вторинного вапнякового відкладення, яке називається туфом. Існують численні докази того, що інші ранні людські види населяли печери щонайменше мільйон років тому в різних частинах світу, зокрема Людина прямоходяча у Китаї в Чжоукудані, Родезійська людина у Південній Африці в печері Хартц (Макапансгат), Неандерталець та Гайдельберзька людина в Європі на місці археологічних розкопок Атапуерка, Людина флореська в Індонезії та Денисівська людина в південному Сибіру.
У південній Африці ранні сучасні люди регулярно використовували морські печери як притулок, починаючи приблизно 180 000 років тому, коли вони вперше навчилися використовувати море. Найстарішим відомим місцем є PP13B у Пінакл Пойнт. Це могло сприяти швидкому розселенню людей з Африки та колонізації таких регіонів світу, як Австралія, 60–50 тисяч років тому. По всій Південній Африці, Австралії та Європі ранні сучасні люди використовували печери та скельні укриття як місця для наскельного мистецтва, наприклад у Замоку Велетнів. Печери, такі як Яодонг у Китаї, використовувалися як укриття; інші печери використовувалися для поховань (наприклад, висічені в скелі гробниці) або як релігійні місця (наприклад, буддійські печери). Серед відомих священних печер — китайська Печера тисячі Будд і священні печери Криту. З розвитком технологій люди та інші гомініди почали будувати власні домівки. Такі будівлі, як хатини та довгі будинки, використовувалися для проживання з пізнього неоліту.

### Посткласична епоха
З 14 по 16 століття безпритульність сприймалася як «проблема бродяжництва», а законодавча відповідь на цю проблему ґрунтувалася на загрозі, яку вона може становити для держави.

### Сучасна епоха

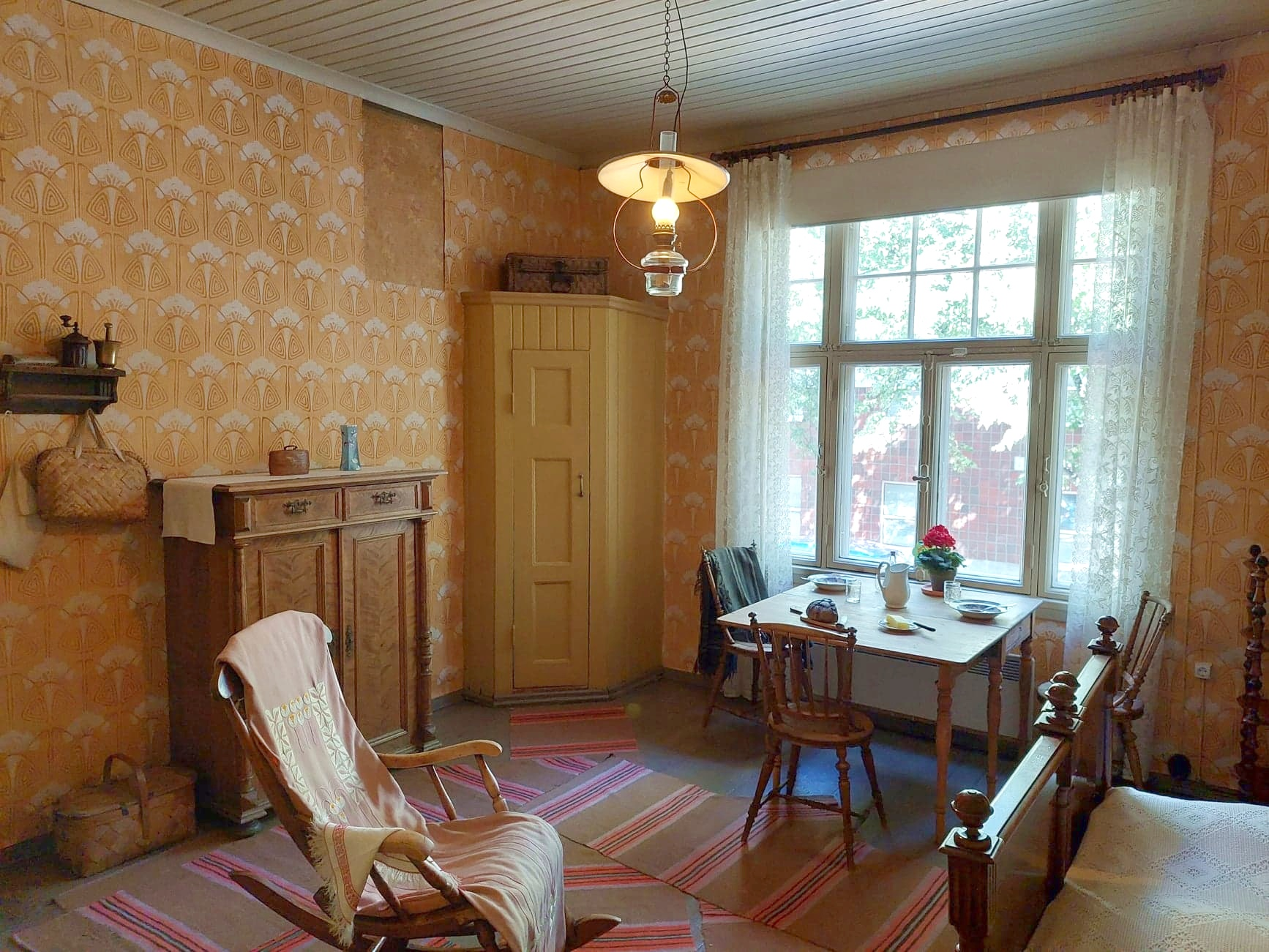
Індустріалізація викликала масову міграцію в міста. Цей однокімнатний будинок робітника з Гельсінкі типовий для кінця 19-го та початку 20-го століття, у якому часто жили великі сім'ї.

За словами Кірстен Грам-Ганссен, «можна стверджувати, що історично та міжкультурно не завжди існує сильний зв'язок між поняттям домівки та фізичної будівлі, і що цей спосіб мислення бере свій початок у Просвітництві сімнадцятого століття». Раніше домівка була більше державною, ніж приватною; такі риси, як приватність, інтимність і зажилість, будуть ставати більш і більш популярними, вирівнюючи концепцію з буржуазією. Зв'язок між домівкою і будинком був підкріплений декларацією прецедентного права Едварда Коука: «Домівка кожної людини є для нього його замком і фортецею, а також захистом від травм і насильства, для спокою». У розмовній мові це було адаптовано до фрази «Домівка англійця — його фортеця», яка популяризувала поняття домівки як дому.
В результаті тривалої асоціації домівки і жінки, англійських жінок 18-го століття, які належали до вищого класу, зневажали за те, що вони бажали проводити час поза межами домівки, і це бажання вважалось небажаним. Поняття домівки набуло безпрецедентної популярності у 18 столітті, матеріалізоване культурною практикою.
Концепція розумного дому виникла в 19 столітті, у свою чергу, коли електрика була проведена в будинки в обмеженій мірі. Різниця між домівкою і роботою була сформульована в 20 столітті, де домівка виступала як святилище. Сучасні визначення зображують домівку як місце найвищого комфорту та сімейної інтимності, яке функціонує як буфер до оточуючого світу.

## Поширені типи
Концепція домівки має багато інтерпретацій, що залежить від історії та ідентичності конкретної людини. Люди різного віку, статі, етнічної приналежності та класів можуть по-різному розуміти домівку. Зазвичай домівка асоціюється з різними формами місць проживання, такими як фургони, автомобілі, човни чи намети, хоча вважається, що концепція виходить за межі простору, з точки зору розуму та емоцій. Простір домівки не обов'язково має бути значним або фіксованим, хоча межі домівки часто прив'язані до просторових орієнтирів. Існують численні теорії вибору людиною домівки, про те, що умови проживання в дитинстві часто відбиваються на подальшому виборі домівки. За словами Пола Олівера, переважна більшість місць проживання є народними, побудованими відповідно до потреб мешканців.

### Будинок

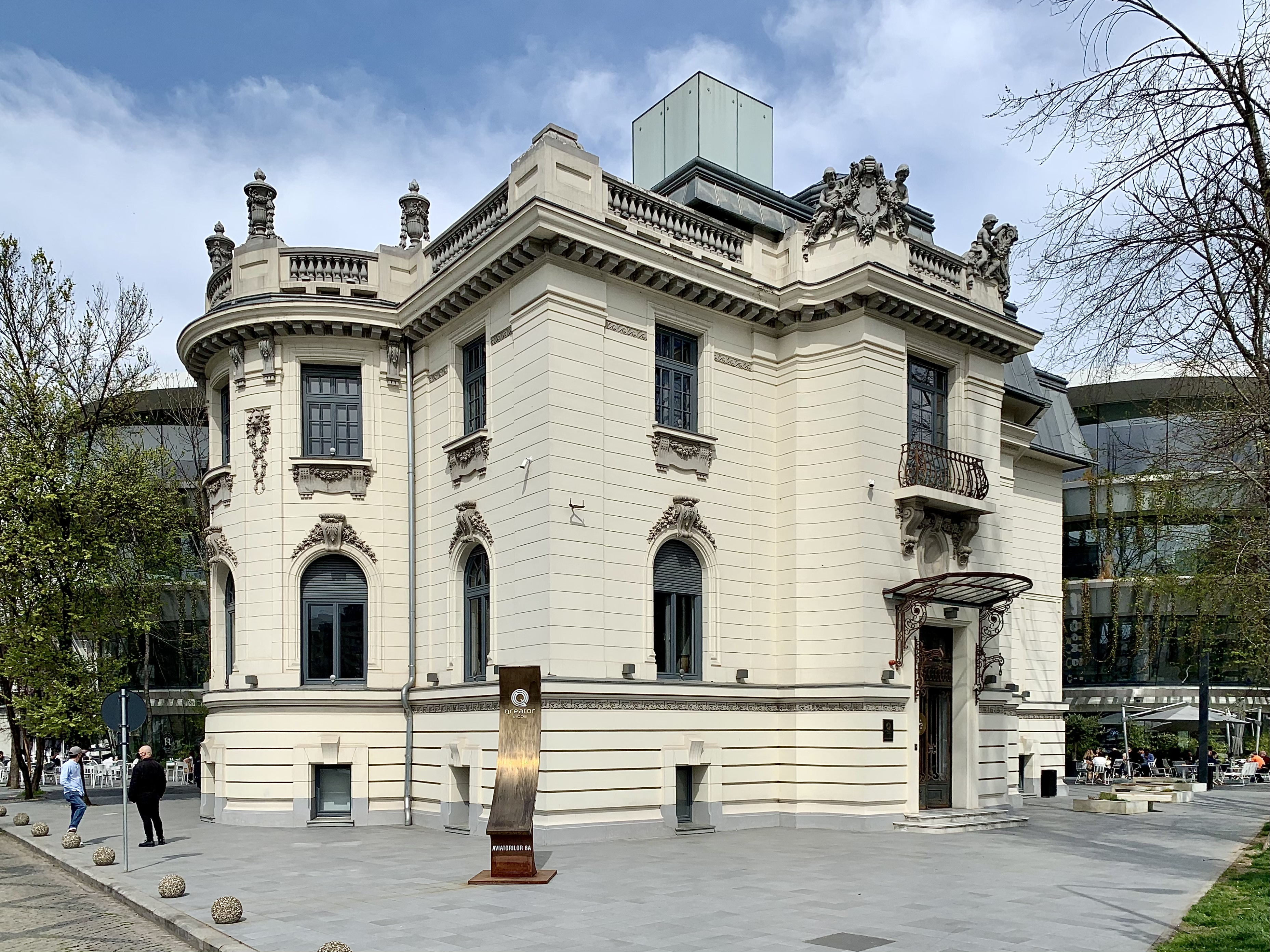
Будинок за адресою 8A, Авіаторський бульвар, Бухарест, Румунія

Будинок — окрема житлова будівля. Його складність може варіюватися від елементарної хатини до складної конструкції з деревини, кам'яної кладки, бетону чи іншого матеріалу, оснащеної сантехнікою, електрикою, системами опалення, вентиляції та кондиціонування повітря.
Соціальна одиниця, яка живе в будинку, називається домогосподарством. Зазвичай домогосподарство — це певний тип сім'ї, хоча домогосподарства також можуть бути іншими соціальними групами, такими як сусіди по кімнаті або, у кімнатному будинку, непов'язані особи. У деяких будинках є житлова площа лише для однієї сім'ї або групи подібного розміру; великі будинки, які називаються таунхаусами або рядними будинками, можуть містити декілька сімей в одній будівлі. Будинок може мати додаткові господарськими будівлі, такі як гараж для транспортних засобів або повітка для садового інвентарю та інструментів. Будинок може мати задній двір, передній двір або обидва, які служать додатковими зонами, де мешканці можуть відпочивати або приймати їжу[джерело?]. Будинки можуть забезпечувати «певні види діяльності, які поступово накопичують значення, поки не стануть домівками».
Джозеф Рикверт розрізняв домівку і будинок у їхній матеріальності; будинок потрібно збудувати, тоді як домівку — ні. Домівка і будинок часто використовуються як синоніми, хоча їхні значення можуть відрізнятися: будинок є «емоційно нейтральним», в той час як домівка викликає «особисті, когнітивні аспекти». В середині XVIII століття визначення домівки стало більшим ніж просто будинок. «Небагато англійських слів наповнені емоційним значенням слова домівка».

### Пересувні конструкції

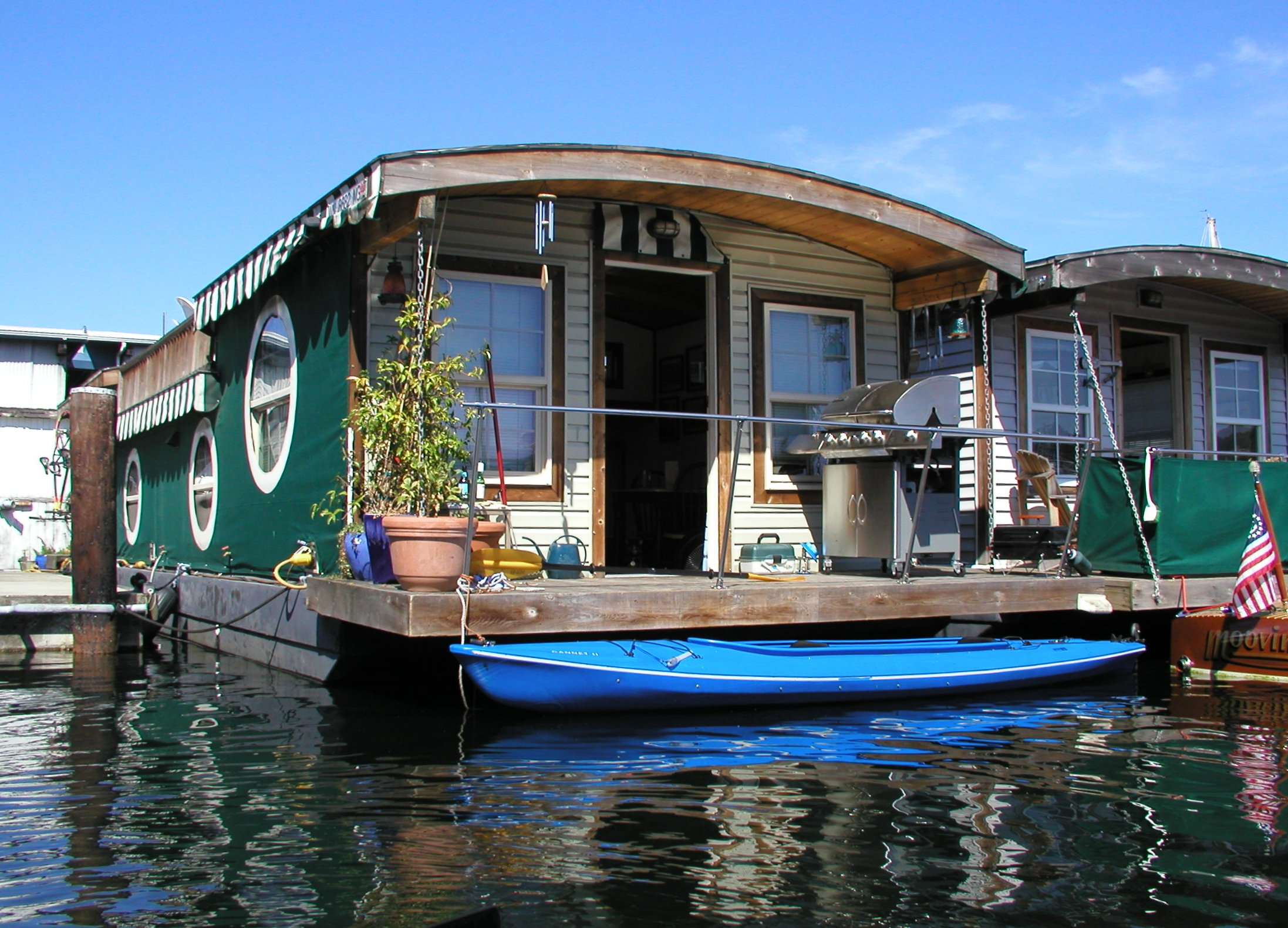
Плавучий будинок на у Сіетлі, штат Вашингтон, США

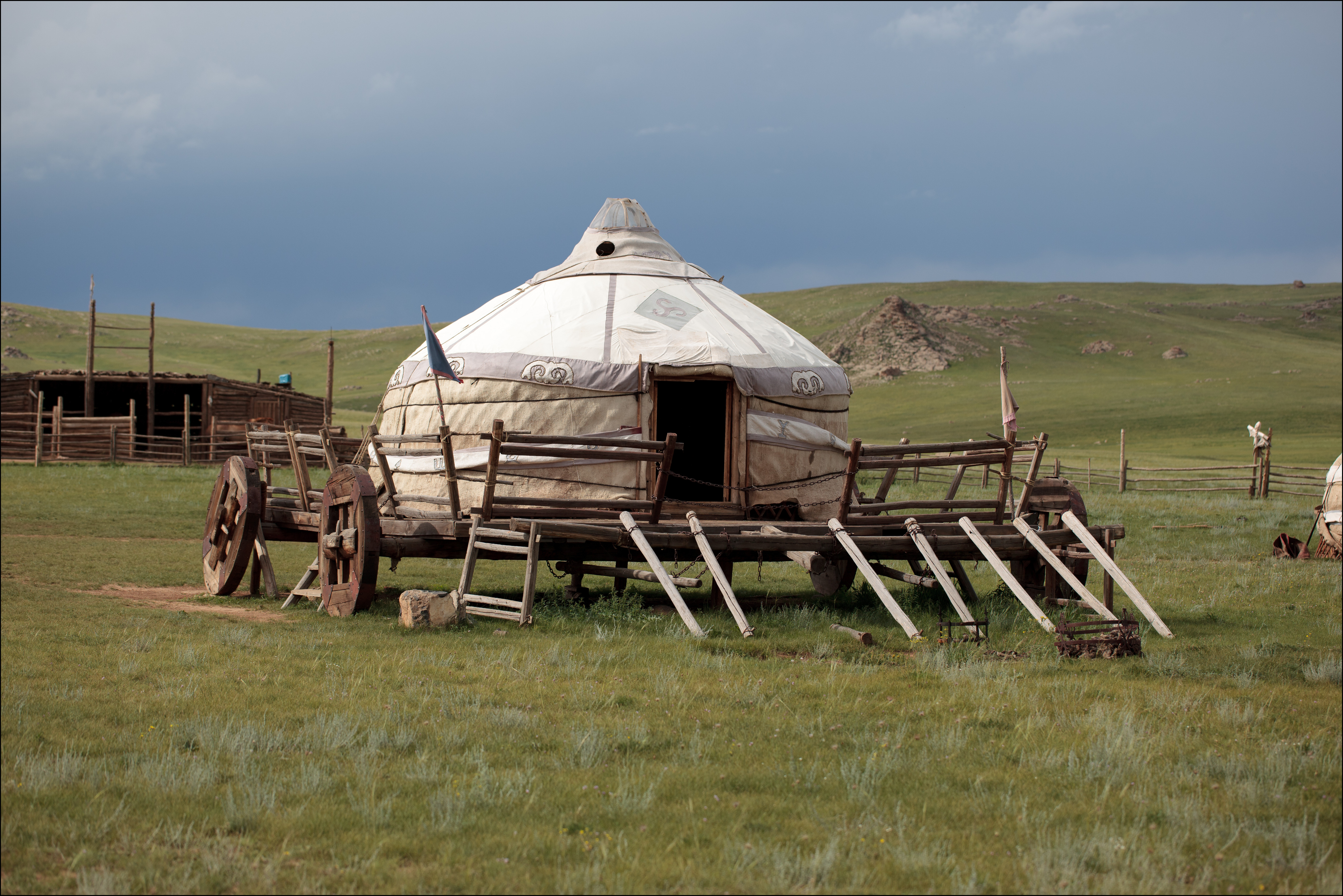
Традиційна казахська юрта на возі

Антропологи та соціологи не погоджуються з тим, що домівка може бути структурно мобільною і тимчасовою. Пересувний будинок (англ. house trailer, park home, trailer, trailer home) — це збірна конструкція, побудована на заводі на стаціонарно закріпленому шасі перед транспортуванням на постійне місце (буксируванням або на причепі). Використовуються як постійні будинки, для відпустки чи тимчасового проживання, вони часто залишаються постійно чи напівпостійно в одному місці, але можуть бути переміщені; в деяких випадках переміщення може бути продиктовано юридичними причинами.
Плавучий будинок — це човен, який був розроблений або модифікований для використання в основному як будинок. Деякі плавучі будинки не є моторизованими, тому що вони зазвичай пришвартовані, тримаються нерухомо у фіксованій точці та часто прив'язані до берега для забезпечення комунальних послуг. Однак багато з них здатні існувати самостійно. Плавучий будинок — канадський і американський термін для позначення будинку на плаву (плоті); недоглянутий будинок можуть називати човен-халупа. У західних країнах плавучі будинки, як правило, належать приватним особам або здаються в оренду туристам, а на деяких каналах у Європі люди живуть у плавучих будинках цілий рік. Приклади включають, але не обмежуються, Амстердам, Лондон і Париж.
Традиційна юрта або гер — це переносний круглий намет, покритий шкірою або повстю, який використовувався як житло кількома різними кочовими групами в степах Центральної Азії. Конструкція складається з зігнутої під кутом збірки або решітки з деревини або бамбука для стін, дверної рами, ребер (жердин, стропил) і колеса (коронка, компресійне кільце), можливо, зігнутих парою. Конструкція даху часто є самонесучою, але великі юрти можуть мати внутрішні стовпи, що підтримують корону. Верхня частина стіни самонесучих юрт запобігає розтягування за допомогою смуги натягу, яка протидіє силі ребер даху. Сучасні юрти можуть бути стаціонарно побудовані на дерев'яній платформі; вони можуть використовувати сучасні матеріали, такі як гнута парою дерев'яна або металева рама, полотно або брезент, купол з оргскла, дротяна мотузка або теплова ізоляція.

## Управління

### Житловий кооператив

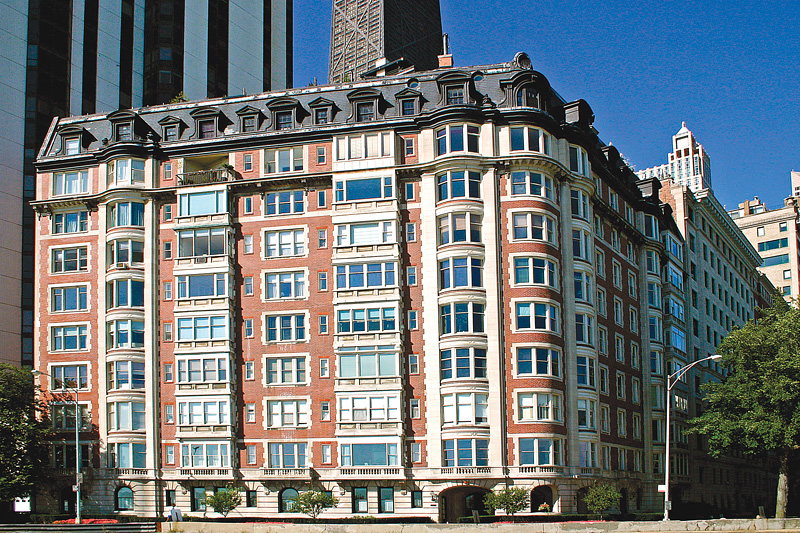
999 N. Lake Shore Drive, кооперативний житловий будинок у Чикаго, Іллінойс

Житловий кооператив, англ. co-op, — юридична особа, як правило, кооператив або корпорація, яка володіє нерухомістю, що складається з одного або кількох житлових будинків; це один із видів права власності на житло. Зазвичай житлові кооперативи належать пайовикам, але в деяких випадках вони можуть належати неприбутковій організації. Це унікальна форма власності на житло, яка за багатьма характеристиками відрізняються від інших житлових угод, таких як окремий будинок для однієї родини, кондомініум та оренда.
Кооператив заснований на членстві, яке надається шляхом купівлі частки в кооперативі. Кожному пайовику юридичної особи надається право заселення однієї житлової одиниці. Головною перевагою житлового кооперативу є об'єднання ресурсів членів, щоб поєднати їх купівельну спроможність; таким чином для кожного члена знижується вартість усіх послуг і продуктів, пов'язаних із володінням житлом.

### Ремонт

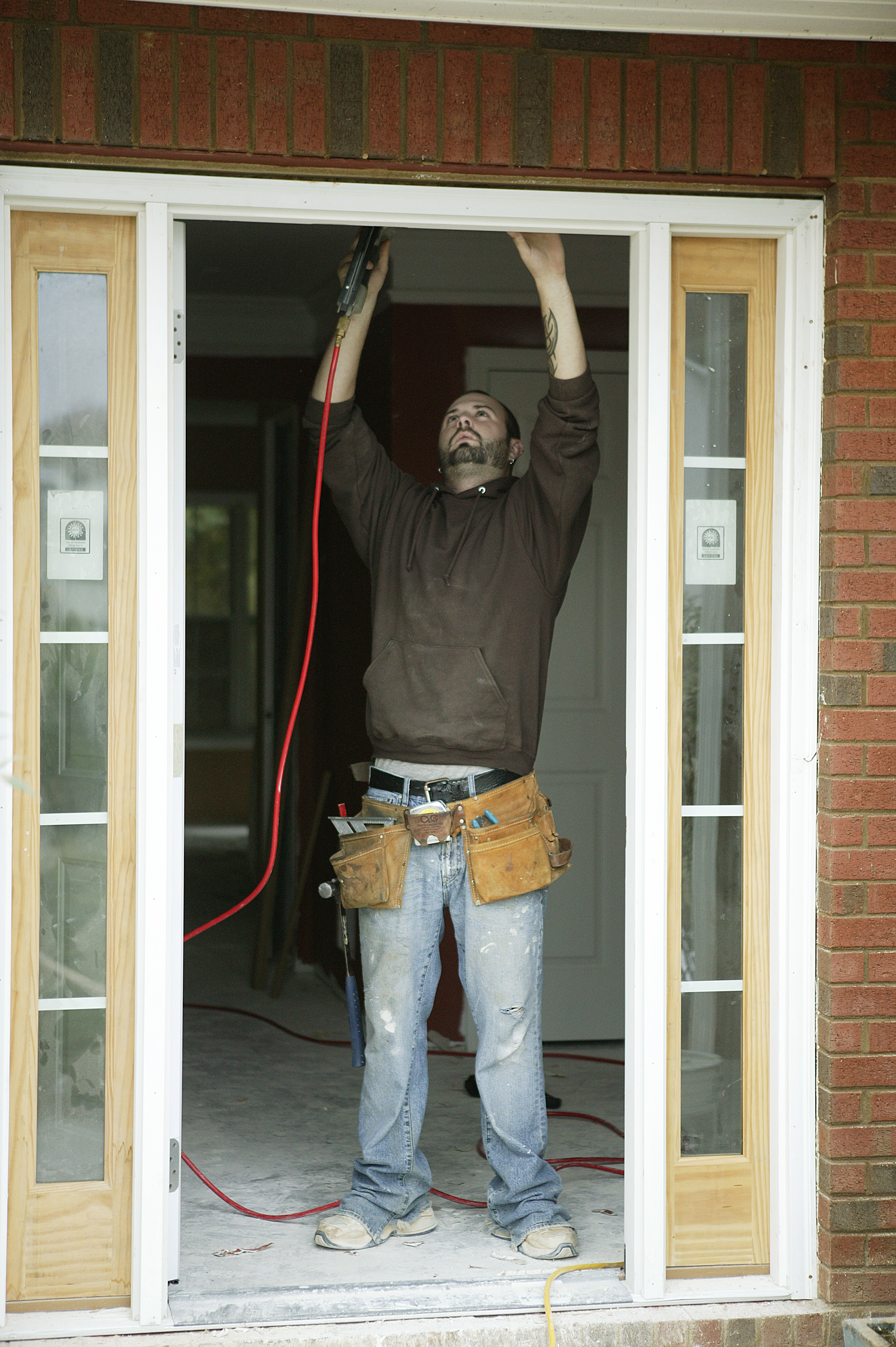
Людина, яка ремонтує будинок після повені

Ремонт будинку передбачає діагностику та вирішення проблем у будинку, а також обслуговування будинку, спрямоване на уникнення таких проблем. Багато видів ремонту є проектами «зроби сам» (англ. DIY), тоді як інші можуть бути настільки складними, трудомісткими або ризикованими, що потребуватимуть допомоги кваліфікованого майстра, менеджера з нерухомості, підрядника/будівельника чи інших фахівців.
Ремонт будинку — це не те ж саме, що реновація, хоча багато покращень можна отримати в результаті ремонту чи технічного обслуговування. Часто замість витрат на великий ремонт має сенс розглянути альтернативу в вигляді інвестиції у повномасштабну реновацію. Замінити домашню систему на вдосконалену може бути вигідніше, ніж ремонт або дедалі частіше та дорожче обслуговування неефективної, застарілої або виходячої з ладу системи.

### Хатнє господарство
Хатнє господарство — це управлінська регулярна допоміжна діяльність з керування організованого фізичного закладу, який займають або використовують люди, як-от будинок, корабель, лікарня чи фабрика, наприклад наведення порядку, прибирання, приготування їжі, регулярне технічне обслуговування, покупки та оплата рахунків. Ці завдання можуть виконувати члени домогосподарства або найняті для цієї мети особи. Такі особи мають ширші обов'язки, ніж прибиральник, який зосереджений лише на аспекті прибирання. Термін також використовується для позначення коштів, виділених для такого використання. У більш широкому сенсі термін може стосуватися офісу чи організації, а також обслуговування комп'ютерних систем зберігання.
Основну концепцію можна розділити на домашнє господарство для приватних домогосподарств та інституційне ведення господарства для комерційних та інших установ, що надають притулок або житло, таких як готелі, курорти, корчми, пансіонати, гуртожитки, лікарні та в'язниці. У промисловості існують споріднені концепції, відомі як догляд за робочим місцем та промислове господарювання, які є частиною процесів охорони праці.
Людина, яка займається хатнім господарством — це особа, яка керує домогосподарством і персоналом. Відповідно до книги місіс Бітон про ведення домашнього господарства 1861 року вікторіанської епохи, така людина є другою за старшинством в будинку, і «за винятком великих установ, які мають домашнього управителя, така людина повинна вважати себе безпосереднім представником господині».

## Володіння
Право власності на житло — це фінансова домовленість і структура власності, у відповідності до якої хтось має право проживати в будинку чи квартирі. Найпоширенішими формами є оренда, коли орендна плата сплачується орендодавцю, і проживання власника, коли мешканець володіє власним житлом. Можливі також змішані форми володіння.
Основні форми володіння можуть мати підкатегорії, наприклад, власник може повністю володіти будинком або може мати його в іпотеку. У випадку оренди орендодавцем може бути приватна особа, неприбуткова організація, наприклад житлова асоціація, або державний орган, як у прикладі соціального житла.
Опитування, які використовуються в соціальних науках, часто включають запитання про володіння житлом, оскільки це корисний непрямий показник доходу чи багатства, і люди більш охоче надають інформацію про це.

### Проживання власника
Проживання власника або володіння житлом — це форма володіння житлом, за якої особа, яку називають власником, власником-мешканцем або власником будинку, володіє будинком, у якому вона живе. Житлом може бути будинок, наприклад окремий будинок для однієї родини, квартира, кондомініум або житлово-будівельний кооператив. Окрім надання житла, проживання власника також виконує функцію інвестиції в нерухомість.

### Оренда житла

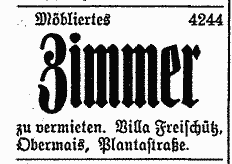
Повідомлення про можливість оренди вілли Freischütz у Мерано в 1911 році

Оренда, англ. renting, hiring, letting — це угода, за якою здійснюється оплата за користування товаром, послугою чи майном, що належить іншій особі, протягом встановленого періоду часу. Для реалізації такої угоди підписується договір (англ. rental agreement, lease), щоб визначити права та обов'язки як орендатора, так і орендодавця. Існує багато різних видів оренди. Вид і умови оренди визначаються орендодавцем і погоджуються орендатором. Додаткову інформацію про типи оренди можна знайти в статті «Договір оренди». Аналогічно, для типів орендованих товарів зверніться до розділів «Причини оренди» та «Лізинг» цієї статті.

### Сквотінг

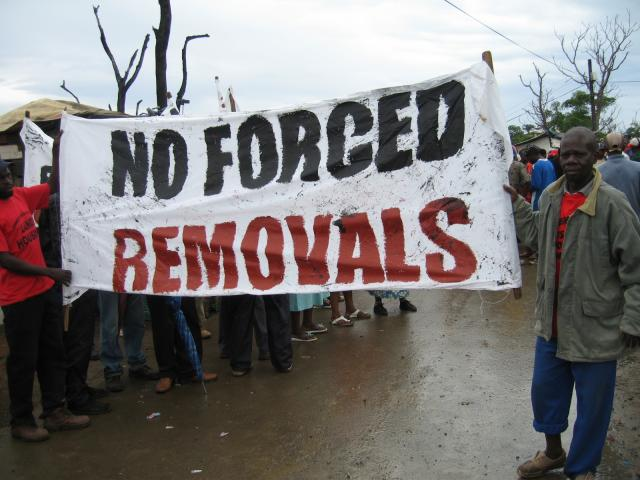
Протест в Дурбані

Сквотінг — це дія, пов'язана з зайняттям покинутої чи незайнятої ділянки землі чи будівлі, як правило, житлової, якою сквотер не володіє, не орендує та не має іншого законного дозволу на використання. У 2003 році Організація Об'єднаних Націй підрахувала, що в усьому світі налічується один мільярд жителів нетрів і сквотерів. Сквотінг зустрічається в усьому світі і зазвичай трапляється, коли бідні та бездомні люди знаходять порожні будівлі або землю, щоб зайняти їх під житло. Сквотінг має довгу історію, з розподілом по країнах, приведеним нижче.
У країнах, що розвиваються та найменш розвинених країнах нетрі часто починаються як сквотовані поселення. В таких африканських містах, як Лагос, велика частина населення живе в міських нетрях. В Індії та Гонконзі є мешканці тротуарів, а також нетрі на даху. Неформальне житло в Латинській Америці відоме під такими назвами, як вілья місерія (Аргентина), pueblos jóvenes (Перу) і нерегулярні асентамієнто (Гватемала, Уругвай). У Бразилії є фавели у великих містах і наземні рухи.
У індустріально розвинутих країнах часто існують сквоти, а також політичні рухи на підтримку сквотінгу, які можуть бути анархістськими, автономістськими чи соціалістичними за своєю природою, наприклад, у самокерованих соціальних центрах Італії чи сквотінгах в США. Опозиційні рухи 1960-х і 1970-х років створили вільні місця в Данії або сквоттерські села в Нідерландах, а в Англії та Уельсі наприкінці 1970-х років було, за оцінками, 50000 сквотерів. В кожній місцевості є свій контекст: в Афінах, Греція, існують сквоти для біженців; Німеччина має соціальні центри; в Іспанії багато сквотів.

### Безпритульність

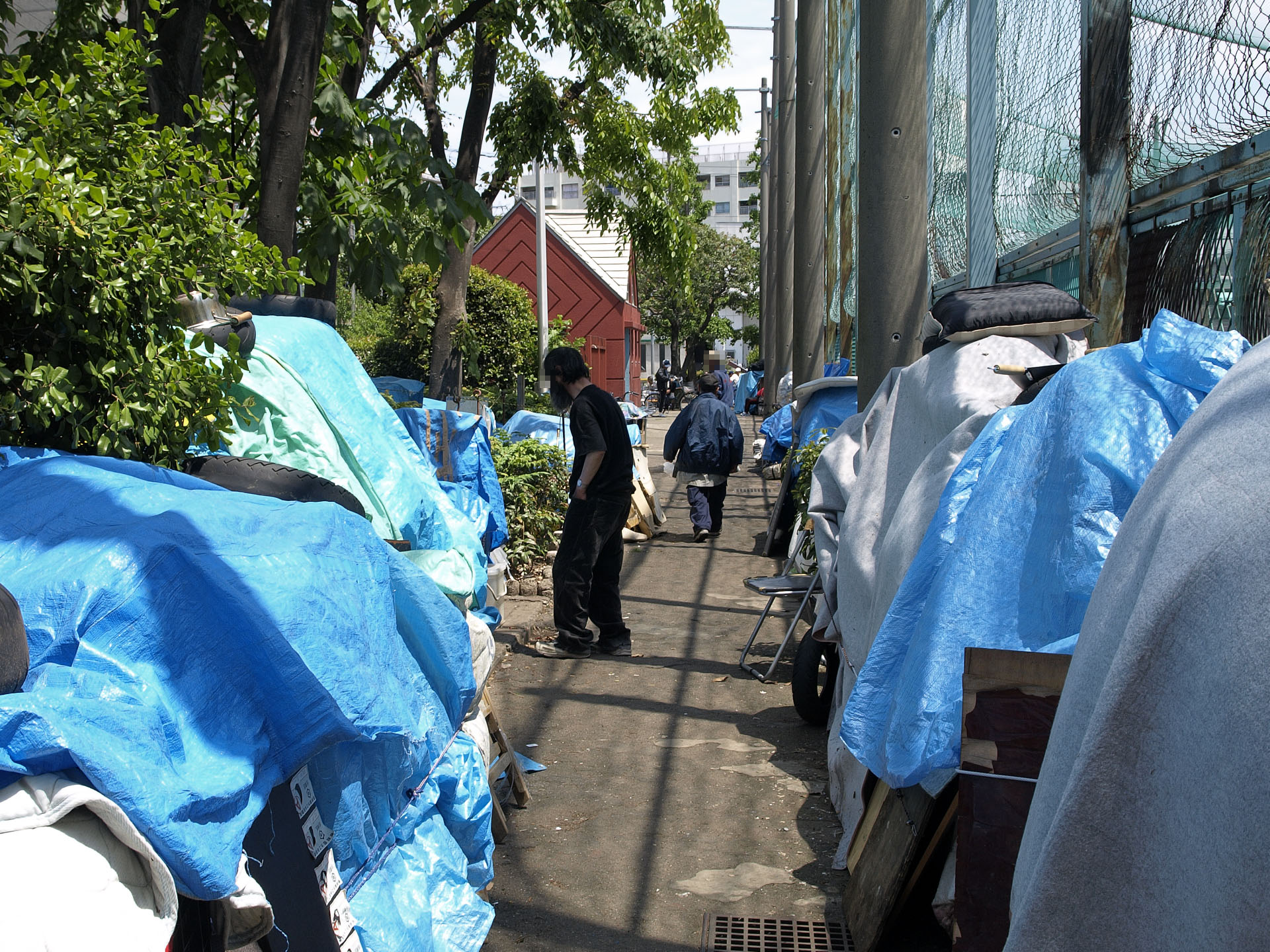
Бездомні в районі, Токіо, Японія

Залишитися без домівки можна багатьма способами, починаючи від удару стихійного лиха, шахрайства, крадіжки, підпалу чи руйнування, пов'язаного з війною, до більш поширеного добровільного продажу, втрати одного або декількох мешканців у зв'язку з розривом стосунків, експропріацією, викликаною діями держави чи законодавством, поверненням власності чи стягненням для сплати забезпечених боргів, виселенням орендодавцем, розпорядженням обмеженим у часі способом — орендою чи безумовним даруванням. Залежні від юрисдикції способи втрати житла включають недружне захоплення, несплачене оподаткування майна та корупцію, наприклад, в умовах неспроможної держави.
Особиста неплатоспроможність, розвиток психічних захворювань або неможливість одужання від таких захворювань, суттєва фізична недієздатність без доступного домашнього догляду зазвичай призводять до зміни домівки. Характеристики будинку можуть бути знецінені структурними дефектами, природним просіданням, занедбаністю або забрудненням ґрунту. Біженці — це люди, які покинули свої домівки через насильство чи переслідування. Вони можуть шукати тимчасове місце проживання в притулку або просити притулку в іншій країні, намагаючись переїхати назавжди[джерело?]. Неблагополучне домашнє життя зазвичай призводить до безпритульності.
Вчені кажуть, що дихотомія між домівкою і безпритульністю полягає в тому, що концепція домівки залежить від безпритульності: «у певному сенсі, без безпритульності ми б не турбувалися про те, що означає домівка».

## Антропогенне значення

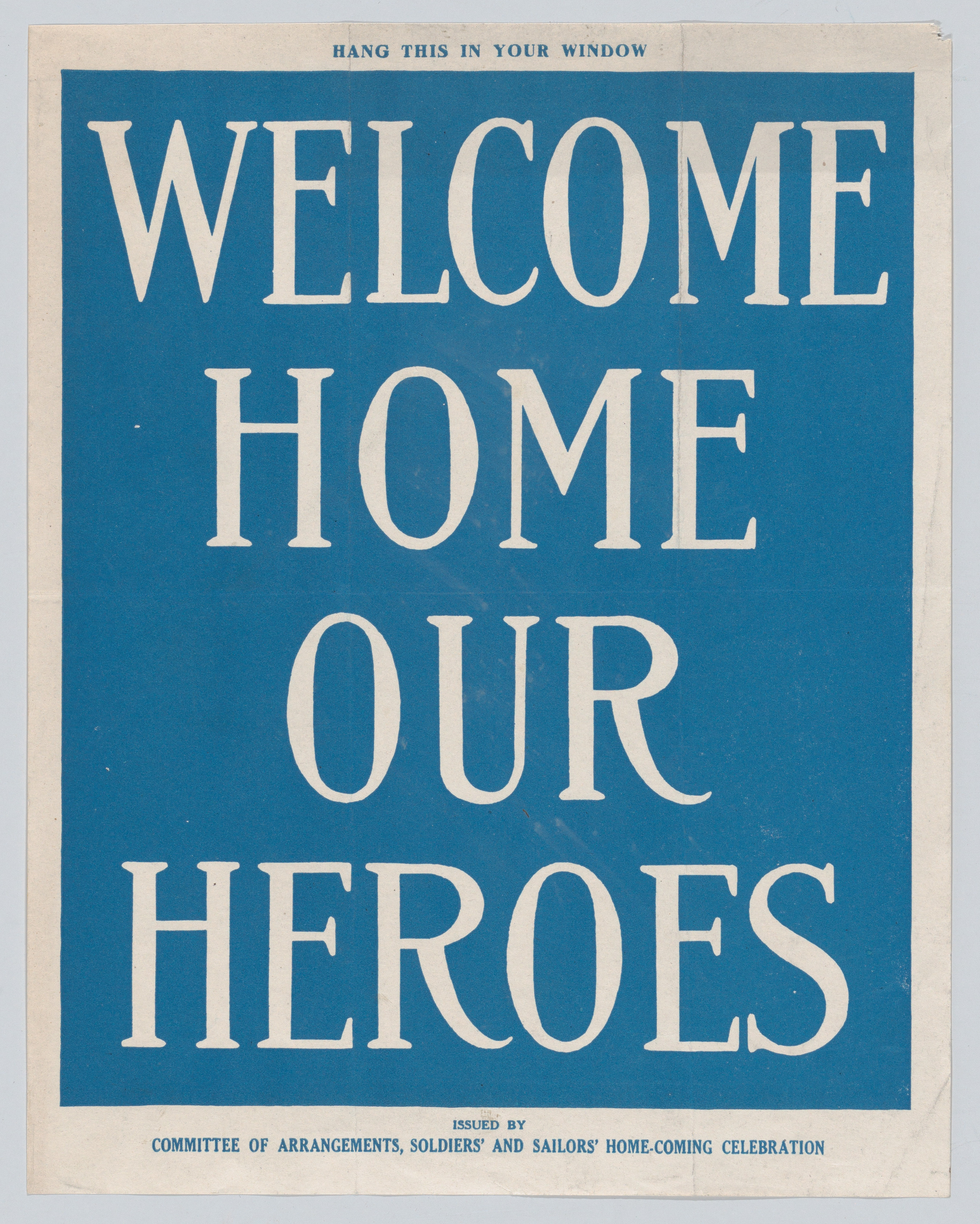
Святковий плакат для солдат і морських піхотинців, які повертаються додому

Зв'язок між людьми та житлом настільки глибокий, що такі філософи, як Гастон Башлар і Мартін Гайдеггер, вважають цей зв'язок «суттєвою характеристикою» людства. Домівка, як правило, є місцем, яке близьке серцю власника і може стати цінним надбанням. Стверджується, що психологічно «найсильніше відчуття домівки зазвичай географічно збігається з житлом. Зазвичай відчуття домівки слабшає, коли людина віддаляється від цієї точки, але цей процес не є постійним чи регулярним». Уявлення людини про домівку може залежати від таких умов, як культура, географія чи емоції; відчуття перебування вдома може залежати від наявності багатьох емоцій, таких як радість, смуток, ностальгія та гордість. Подальше психологічний аналіз стверджує, що домівка служить для задоволення бажань і самовираження, заснованих на ідентичності, і що вона функціонує як «символ самої себе», пов'язаний з подіями життя людини. Еммануель Левінас писав про домівку як про місце, де можна відновити самосвідомість після відокремлення від великого світу.
Існує багато підтекстів концепції домівки, включаючи безпеку, ідентичність, ритуал і соціалізацію, різноманітні визначення, і мешканці можуть асоціювати свою домівку зі значеннями, емоціями, досвідом і стосунками. Домівка була описана як «істотно суперечлива концепція». Загальний підтекст домівки підтримують як ті, хто має домівку, так ті хто її не мають. Деякі вчені вважають що соціальність і дія домівки, за словами Ґрем-Ханссена, є «феноменом, створеним її мешканцями». Соціальна дисфункція може зводити нанівець відчуття місця проживання як домівки, тоді як фізичний вміст може надавати цьому сенсу; людина, відчужена від домівки, може почуватися «метафорично безпритульною». Романтичні або ностальгічні уявлення типові для концепцій «ідеальних домівок», які є одночасно культурними та індивідуальними концепціями. Ідеальна домівка робітничого класу в післявоєнній Британії комфортною та чистою, багатою на їжу та співчуття.
У сучасній Америці власний будинок, має більше значення як домівка, ніж інші помешкання; існує дискурс щодо того, чи може квартирний будинок бути домівкою. Деякі вчені з питань житла стверджують, що поєднання понять будинок і домівка є результатом зацікавленості популярних ЗМІ та капіталу. Різні культури можуть по-різному сприймати концепцію домівки, приписуючи меншу цінність приватності помешкання чи самому місцю проживання — хоча питання житла розглядаються як питання, що викликає серйозне занепокоєння для іммігрантів. Домівка може мати суттєві відмінності для чоловіків та жінок: чоловікам притаманно більше контролю і менше праці, для жінок має місце протилежне; безпритульність також може залежати від статі. Соціолог Шеллі Маллет висунула ідею домівки як абстракції: простір, відчуття, праксис або «спосіб існування у світі». Абстрактні поняття домівки присутні в прислів'ї «Будинок не є домівкою».
Оскільки можна сказати, що люди, як правило, є створіннями звички, відомо, що стан домівки людини фізіологічно впливає на її поведінку, емоції та загальне психічне здоров'я. Маріанна Ґуллестад писала про домівку як про центр і спробу об'єднати повсякденне життя; поведінка вдома, за її словами, може відображати більшу культуру чи соціальні цінності, такі як гендерні ролі, які натякають, що домівка є сферою діяльності жінок. Сумувати за домом означає бажати належності, сказав Зигмунт Бауман. Такі місця, як домівка, можуть викликати саморефлексію, думки про те, ким хтось є чи був колись, або ким він може стати. Ці типи відображень також трапляються в місцях, де існує колективна історична ідентичність, наприклад у Геттісбурзі чи Гіпоцентрі. Час, проведений удома, є значним елементом у встановленні прихильності. Тим, хто не проводить значну частину свого життя в резиденції, часто важко вважати домівку характеристикою резиденції. Сприйняття своєї домівки може поширюватися за межі самого місця проживання, до його сусідства, сім'ї, робочого місця чи країни, і людина може відчувати, ніби у неї є кілька домівок; почуття себе вдома за межами місця проживання може бути суттєвим елементом в оцінці свого життя, періоду, коли уявлення про домівку, як було помічено, є більш глибокими. Зв'язок між домівкою і сім'єю настільки відповідний, що деякі вчені вважають ці терміни синонімами.